# Győri Dorottya
Győri Dorottya (Alphen aan den Rijn, 1990–) válogatott magyar kosárlabdázó.
A BEAC-ban kezdett kosárlabdázni 1999-ben, ezután a Montensi-DSE-ben, majd a Törekvésben folytatta. Edzői Kovács Balázs, Iski Zsolt, Beliczay Krisztián voltak.
2006-ban a "legjobb center" címet szerezte meg az országos serdülő bajnokságban.
Tagja volt az U16-os, U18-as és U20-as válogatottaknak, játszott Európa-bajnokságokon (Kassa 2006, Novi Sad 2007, Skopje 2008, Ohrid 2009).
2008-2009-ig a Mechanicsburg Wild Cats csapatában kosárlabdázott az amerikai középiskolai bajnokságban, Pennsylvaniaban (USA). 2009-2013-ig az egyetemi bajnokságban a Messiah College csapatában játszott. 2009-ben az MACC (Mid Atlantic Commonwealth Conference) bajnokai lettek. Mind a négy évben részt vettek az NCAA rájátszásában, 2013-ban csapatkapitányként a legjobb 16 közé jutott csapatával. Edzője Mike Miller volt.
2013-ban All American és Academic All American címet is elnyerte. A Messiah College történetében erre korábban nem volt példa.
2013-ban tért vissza Magyarországra, tagja volt az Universiade válogatottnak.
A PINKK 424 játékosaként 2014-ben magyar bajnoki címet nyert a női NB1/A bajnokságan. Egészségügyi okok miatt 2 év kihagyás után az Aluinvent DVTK Mikolc játékosaként tért vissza és csapatával ötödik helyet szerzett a bajnoksában. Magánéleti okok miatt 2017 májusában fejezte hivatásos sportolói pályafutását.

## Klubjai
- BEAC
- Montensi
- Törekvés
- Mechanicsburg Wild Cats
- Messiah College
- PINKK 424
- Aluinvent DVTK Miskolc